# Shadowmatic
Shadowmatic — игра-головоломка, доступная для мобильных устройств с операционными системами iOS и Android и созданная армянской студией Triada Studio Games. Игрок должен менять положение и поворачивать один или несколько объектов таким образом, чтобы их тень образовала нужный предмет или животное. Игра выиграла премию Apple Design Awards в 2015 году.

## Игровой процесс
Shadowmatic представляет собой цифровую версию театра теней. В каждом уровне представлены один или несколько абстрактных фигур, не похожих на что либо. Игрок должен перемещать фигуры таким образом, чтобы тень от прожектора образовывала уже знакомые силуэты предметов, людей или животных. Некоторые уровни предлагают две или три фигуры, которые игрок должен расположить правильно. Игрок может не только перемещать фигуры, но и поворачивать их в любом направлении относительно трёхмерного пространства.
Как и другие головоломки, Shadowmatic состоит из разных уровней, которые в свою очередь связаны с определённой тематикой. Например на уровнях, где необходимо составлять силуэт животных, окружающее пространство напоминает джунгли, а уровни, где составляются силуэты игрушек похожи на детские комнаты. По мере прохождения, для игрока доступными становятся новые тематические уровни. В общей сложности, в игре представлены 7 уровней, которые разделены на девять тематических категорий.
Если игрок не может подобрать силуэт, он может воспользоваться подсказками, за которые однако придётся заплатить. Несмотря на это, разработчики не рекомендуют использоваться подсказками, чтобы насладиться игрой в полной мере. Игрок также может зарабатывать очки для подсказок, проходя уровни. Чем быстрее игрок решает головоломку, тем больше очков он получает, или же если он открывает «секретный» силуэт. В игре также предусмотрена интеграция с Game Center и возможность смотреть таблицу с рейтингом лучших игроков.

## Создание и выпуск
Разработкой игры занималась армянская инди-студия Triada Studio Games. Создание игры Shadowmatic стала итогом работы над экспериментальным игровым движком с «фотореалистичной трёхмерной графикой в реальном времени». Разработка игры началась в 2012 году, её созданием занимались всего четыре человека — программист, дизайнер, музыкант и менеджер. Основная сложность при разработке была связана с работой над трёхмерными объектами, образующими правильный силуэт: «Трёхмерные объекты одного и того же силуэта могут быть разными — бесконечное количество ложных, отвлекающих деталей. Дизайнер должен смоделировать объект подходящей формы для конкретного силуэта. Затем его проверяет команда, чтобы внести нужные исправления и сбалансировать сложность головоломки». Работа над игрой велась в течение трёх лет. Разработчики столкнулись с проблемой того, что им требуется длительное время на разработку подходящей игры. С одной слишком длительная разработка может пагубно сказаться на выпуске игре, с другой стороны создатели хотели создать цельный и доделанный продукт.
Выход игры состоялся 15 января 2015 года в App Store. За два года приложение было куплено или скачано 7 миллионов раз, а также выиграло ряд премий.

## Восприятие

### Награды
Игра Shadowmatic получила несколько наград, в том числе инди-премию за лучший игровой дизайн на выставке Casual Connect Amsterdam в 2016 году, а также премии за «превосходное визуальное искусство» и «выбор СМИ» на мероприятии DevGAMM Moscow в 2015 году. В Июне 2015 года игра получила престижную награду Apple Design Awards на мероприятии Worldwide Developers Conference. Shadowmatic также была представлена на телеканале CNN International, на телешоу «Шелковый путь: прошлое, настоящее, будущее» в части, посвящённой цифровым технологиям в Армении.

### Критика
| Сводный рейтинг    | Сводный рейтинг |
| Агрегатор          | Оценка          |
| ------------------ | --------------- |
| Metacritic         | 80/100          |
| Иноязычные издания |                 |
| Издание            | Оценка          |
| Apple'N'Apps       | 100             |
| Gamezebo           | [ 12 ]          |
| Pocket Gamer UK    | [ 13 ]          |
| Multiplayer.it     | 8,5/10          |
| 148Apps            | [ 15 ]          |
| 4Players.de        | 75/100          |
| games(TM)          | 50/10           |

Игра получила в целом положительные отзывы игровых критиков, на сайте-аггрегаторе Metacritic составляет 80 баллов из 100 возможных
Критик сайта GameZebo заметил, что Shadowmatic пошла по стопам игры Zen Bound, предложив нечто оригинальное и работающее превосходно на устройстве с сенсорным экраном, в то время, как большинство игр в App Store пытались адаптировать консольное управление. Критик назвал художественное оформление и управление в игре превосходными. Поворот объектов совершается просто и в управлении, кроме использования движения пальцев ничего больше не требуется. Несмотря на кажущуюся простоту, на практике задача может оказаться крайне сложной, особенно в уровнях, с двумя или тремя фигурами. Критик также заметил что игра подойдёт людям, любящим получать удовольствие от игрового процесса, а не побеждать.
Критик сайта PocketGamer считает, что Shadowmatic — показательный образец изобретательности инди-разработчиков на мобильных платформах с сенсорным экраном. Игра сама идеально подходит для сенсорного экрана благодаря интуитивно понятным элементам управления. А впечатление от игры усиливаются благодаря красивым визуальным эффектам. Критик также сравнил игру с Zen Bound, заметив, что Shadowmatic нельзя ни в коем случае называть плагиатом, однако данные игры можно определённо причислять к одному игровому жанру. Критик в итоге заметил, что мало современных игр могут похвастаться такой расслабляющей атмосферой и Shadowmatic идеально подходит для любителей испытывать мозговой штурм.
Критик сайта Multiplayer заметил, что создатели Shadowmatic при работе над своим проектом явно вдохновлялись другими инди-играми в App Store, тем не менее им удалось представить довольно оригинальный конечный результат. Критик похвалил игру за её качественную игровую механику, дополненную замечательным аудиовизуальным компонентом. В качестве недостатка критик указал на то, что представленные 70 уровней в игре слишком похожи друг на друга и далеко не все игроки решатся пройти всю игру прежде чем не утеряют интерес к самой игре.